# Julius Dietrich
Julius Friedrich Dietrich (ur. 30 lipca 1875 w Łodzi, zm. 26 czerwca 1963 w Erfurcie) – pastor luterański, superintendent diecezji piotrkowskiej, komisaryczny senior diecezji łódzkiej Kościoła Ewangelicko-Augsburskiego w RP, wieloletni proboszcz Parafii Ewangelicko-Augsburskiej św. Jana w Łodzi, działacz społeczny i dobroczynny.

## Wczesne lata, studia, ordynacja, wikariat
Julius Dietrich przyszedł na świat 30 lipca 1875 roku w Łodzi w rodzinie przedsiębiorcy Wilhelma Alberta Dietricha i Luise Natalie, z d. Müller. Po ukończeniu gimnazjum, w latach 1894–1898 studiował teologię ewangelicką na Uniwersytecie w Dorpacie. Następnie został ordynowany przez superintendenta generalnego Karola Gustawa Manitiusa 11 grudnia 1898 w Kościele Świętej Trójcy w Warszawie i skierowany do posługi wikariackiej w parafii św. Jana w Łodzi, którą pełnił do roku 1900.

## Parafia św. Jana w Łodzi, działalność charytatywna i społeczna
W roku 1900 został mianowany pastorem-diakonem parafii św. Jana. Od 1911 do 1928 służył jako drugi pastor, a od 1928 do wybuchu II wojny światowej jako proboszcz.
Wsłuchując się w potrzeby ludności ewangelickiej, pod wpływem strajków robotniczych w Łodzi w 1905 roku doprowadził wraz z ks. Karolem Serinim ze Zgierza i ks. Rudolfem Schmidtem z Pabianic do powołania w 1906 roku Związku Zawodowego Robotników Chrześcijańskich w Łodzi, organizacji zajmującej się obroną praw pracowniczych w łódzkim rejonie przemysłowym. Podczas strajków służył mediacją w sporach pomiędzy właścicielami fabryk a robotnikami. W czasie pierwszej wojny światowej, podczas zaciekłych walk o Łódź powołał lazarety dla rannych żołnierzy zarówno z armii rosyjskiej, jak i niemieckiej. Ponadto organizował pomoc dla poszkodowanych mieszkańców miasta.
W swojej służbie duszpasterskiej angażował się w wielu obszarach życia kościelnego. Nadzorował organizację szkółek niedzielnych, nauczania religii, szkół elementarnych, pracy z konfirmantami, duszpasterstwa młodzieży, stowarzyszeń mężczyzn i kobiet ewangelickich, chórów kościelnych i towarzystw śpiewaczych, orkiestr dętych, grup modlitewnych, Misji Dworcowej (niem. Bahnhofsmission), misji wśród Żydów, misji wśród niewierzących, domów spokojnej starości, domów dziecka, domów samotnej matki, etc., sprawował opiekę nad łódzkim Domem Miłosierdzia (szpitalem i diakonatem) oraz przyczynił się (wraz z pastorem Gustavem Friedenbergiem z parafii w Prażuchach) do utworzenia kolonii pracowniczej w Czyżeminku. Nazywany był łódzkim Bodelschwinghiem (w nawiązaniu do niemieckiego pastora i działacza charytatywnego Friedricha von Bodelschwingha). 
Przyczynił się do ukończenia budowy kościoła św. Mateusza w Łodzi. W latach 1921–1939 był redaktorem naczelnym niemieckojęzycznego organu prasowego Kościoła Ewangelicko-Augsburskiego w RP Der Friedensbote.

## Superintendent diecezji piotrkowskiej
Po śmierci ks. Wilhelma Piotra Angersteina został wybrany na superintendenta diecezji piotrkowskiej - najliczniejszej pod względem liczby wiernych ówczesnej diecezji Kościoła Ewangelicko-Augsburskiego w RP. Jako zwierzchnik diecezji organizował konferencje kantorackie i pastorskie, nadzorował działalność misyjną na obszarze województwa łódzkiego, zapraszał znane osobistości z niemieckiego obszaru Kościoła ewangelickiego - profesorów teologii, działaczy kościelnych i misjonarzy.

## Senior diecezji łódzkiej, spór o prawo kościelne
Ks. Dietrich był umiarkowanym krytykiem polityki kościelnej superintendenta generalnego Juliusza Burschego. Wielokrotnie krytykował projekty ustawy regulującej stosunek państwa polskiego do Kościoła Ewangelicko-Augsburskiego w RP, wprowadzonej drogą dekretu Prezydenta RP w listopadzie 1936 roku. W roku 1935 przyłączył się do opozycyjnej wobec zwierzchnictwa Kościoła Wspólnoty Pracy Pastorów Niemieckich (Arbeitsgemeinschaft Deutscher Pastoren der EAK). W odróżeniu od wielu czołowych działaczy Arbeitsgemeinschaftu reprezentował kompromisowe stanowisko względem Konsystorza, licząc na ugodę pomiędzy polskimi a niemieckimi ewangelikami w Kościele. Po wprowadzeniu ustawy i bojkocie wynikających z niej wyborów władz dziecezji łódzkiej ze strony niemieckich pastorów i działaczy kościelnych, został mianowany w 1937 roku przez Konsystorz komisarycznym seniorem diecezji. Pomimo krytycznego stosunku do biskupa Burschego, podejmował próby pojednania. Opowiadał się przeciwko prohitlerowskim trendom wśród części łódzkich ewangelików.

## II wojna światowa
Po kampanii wrześniowej i zajęciu Polski przez wojska niemieckie został przez hitlerowskie władze pozbawiony urzędu z zakazem odprawiania nabożeństw w kościele św. Jana i przeniesiony w stan spoczynku. Postrzegany przez nazistów, jako zwolennik Burschego i przeciwnik reżimu hitlerowskiego był inwigilowany przez Gestapo.

## Lata powojenne
W 1945 ewakuował się do Niemiec. Do 1947 pracował w Turyngii, jako duszpasterz zborów Niemców przesiedlonych z centralnej Polski. Służył w parafiach w Ilmenau i Weißenfels. Prowadził także nabożeństwa w języku polskim dla polskich ewangelików przebywających w sowieckiej strefie okupacyjnej. Po podziale Niemiec na RFN i NRD pozostał we Wschodnich Niemczech. Osiadł na stałe w Erfurcie, gdzie zmarł 26 czerwca 1963 roku.

## Życie prywatne
Jego pierwszą żoną była Else, z d. Buschmann, z którą miał trójkę dzieci: Gretę, Waltera (zmarł w sowieckiej niewoli) i Ericha (wikariusz parafii św. Jana w Łodzi, doktor teologii ewangelickiej, późniejszy superintendent Okręgu Kościelnego Düsseldorf-Nord). Po śmierci Elsy w 1948 roku ożenił się z Aurelie, z d. Frede.

## Ordery i odznaczenia
- Krzyż Oficerski Orderu Odrodzenia Polski (9 listopada 1932)[9][10]